# アクレ州

アクレ州
Estado do Acre

アクレ州（アクレしゅう、Estado do Acre [ˈakɾi] ( 音声ファイル)）は、ブラジルの州のひとつで、同国の北西部に位置する。北側にアマゾナス州、東側にロンドニア州、南側にはボリビア、西側にペルーと接する。州庁所在地はリオ・ブランコ（Rio Branco）。州の略称は「AC」である。
州全域において、首都ブラジリアより2時間遅れの時差が設定されている。

## 地理
アマゾン熱帯雨林が大部分を占める。ゴムの製造および輸出で有名。

## 隣接州
- アマゾナス州
- ロンドニア州
- パンド県
- マードレ・デ・ディオス県
- ウカヤリ県
- ロレート県

## 主な都市
- リオブランコ

## 歴史

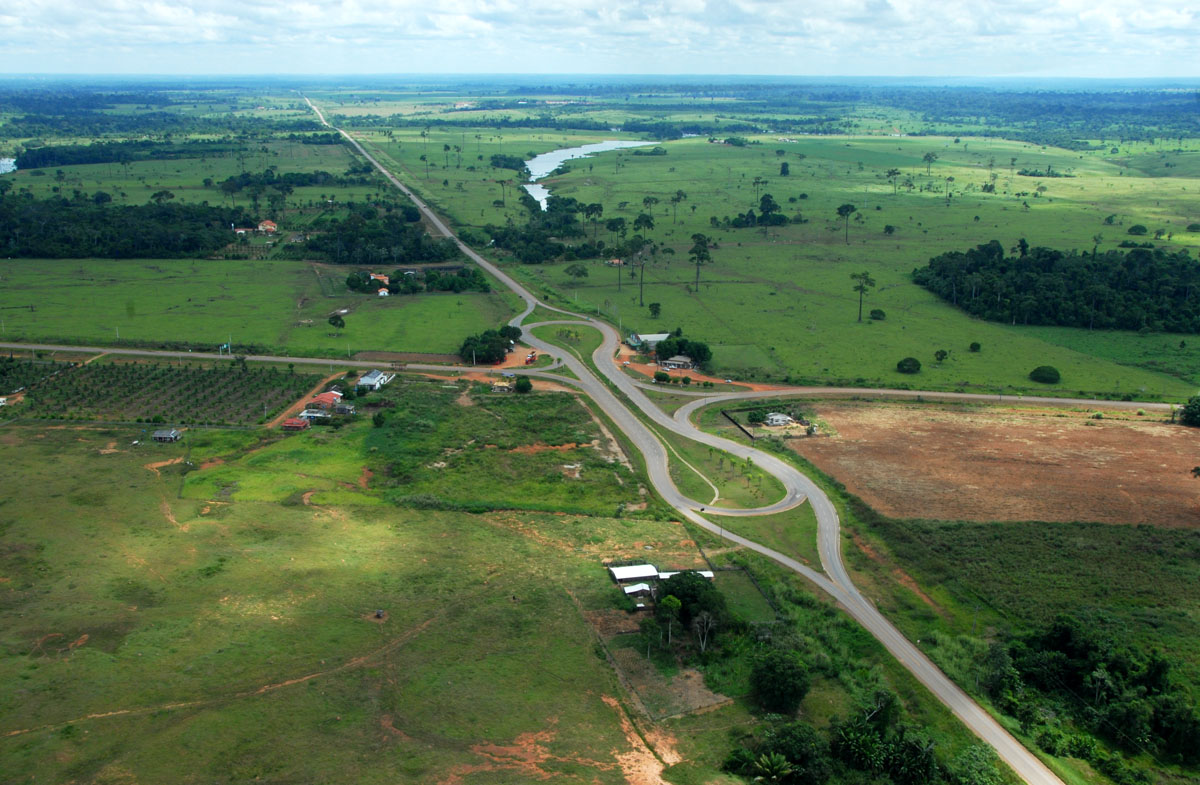
アクレ州

アクレ州にはパノアン語族に属する様々な先住民が住んでいる。カシナワ（Kashinawa）、ヤミナワ（Jaminawa）、ハネナワ（Xanenawa）などの諸族である。他の語族に属する3つの先住民集団、アラワン語族のマディハ（Madiha、またはクリナ Kulina）、アラワク語族のイネ（Yine、またはマンチネリ Manchineri）、アシャニンカ（Ashaninka、またはカンパ Kampa）もいる。
アクレの名は、綴りが同じである十字軍の拠点として有名だった現イスラエルのアクレ（アッコ）や、現地のヤカレス川（Jacarés）が訛ったものとも思われがちであるが、実際は先住民の言葉「アキリ（Aquiri）」に由来する。
アクレ州の範囲は1867年のアヤクーチョ条約でボリビア領に帰し1903年までボリビア領の一部であったが、1899年から始まったボリビアとの分離戦争（アクレ紛争）により「アクレ共和国」（1899年 - 1903年）を称する国家が2度も独立を宣言した。1903年、アマゾナス州から送られたブラジル軍人が3度目の独立宣言を行いブラジル兵を領内に駐屯させるよう要請した。領内がブラジル人でいっぱいになった後、ブラジル政府は同年ボリビアと再度交渉を行い、ペトロポリス条約でアクレを購入した。1904年2月25日ブラジルの連邦准州に、1962年に州に昇格。
アクレ州は環境保護の活動家、シコ・メンデスの故郷として知られる。彼はゴム樹液採取人であり、ゴムノキの生える熱帯雨林を伐採して牧草地を広げる牧畜業者に反対し、ゴム樹液採取人組合を結成し全国的な熱帯雨林保護活動を展開した。1988年に大土地所有者の放った刺客（ガリンベイロ）に射殺された。

## 人種
混血が66.5%、白人が26.0%、黒人が6.8%、アジア人もしくはインディオが0.7%である。

## 教育
- アクレ連邦大学

## 州旗
州旗は1921年3月15日に採用された。アクレ分離主義者によって、黄色と緑色の部分を入替え、反映した旗を使用した。黄色は平和を、緑色は希望を、そして星はアクレ州をブラジル領にした人々を導いた光を意味する。